# Районна болница (Раковски)
Многопрофилната болница за активно лечение в Раковски е със статут на районна болница и обслужва община Раковски и община Брезово. Болницата е правоприемник на католическата болница „Петър Парчевич“.

## История
През XIX в. в село Калъчлии (днес кв. Генерал Николаево в гр. Раковски) медицинска помощ са оказвали някои от католическите свещеници без специална медицинска подготовка. През 1905 г. в селото е назначен първият фелдшер Георги Мичев от пазарджишкото село Семчиново, следвал в Лозана.
През 1921 г. селската калугерка Филомена (Мена) Шопова дарява наследственото си имение на църквата и отива в манастир да си доживее старините. Желанието ѝ е имотът да бъде продаден и с парите да се построи болница в селото. Енорийският свещеник Козма Гюлов поема голямата и трудна задача. Осигурява законното прехвърляне на имота на църквата с изповядване на дарението през нотариус в Брезово. С разрешението на епископ Винкенти Пеев се създава фонд за събиране на средства и обществен комитет за построяване на болница. За председател на комитета е избран отец Гюлов.
Имотът е продаден, обаче парите не достигат и отец Гюлов тръгва да търси помощи от околните селища. Отива в родното си село Балтаджии, но общинската управа заявява, че ще помогне, ако болницата бъде изградена между двете села в местността Романски кладенец. На другия ден отец Козма отива в с. Брезово. И там общинската управа обещава помощ, но ако болницата бъде изградена между двете селища в местността Карадере. Тогава отецът решава, че тя да се построи в местността Броклийка до шосето за Пловдив, за да може при нужда болните да се транспортират по-бързо до града.
На 24 август 1924 г. се полага първият камък на болницата. Строителният техник италианецът Марио Тоскани е технически ръководител на строежа. Населението участва със средства от продаден тютюн или с доброволен труд. С помощи и доброволен труд се включва и населението от близките православни села. На болницата е дадено името „Петър Парчевич“
През 1925 г. едното от крилата на болницата с 12 стаи е завършено. Д-р Велков от Пловдив е първият лекар, който е донесъл собствени инструменти и апаратура. През 1926 г. отец Гюлов прави нов призив за събиране на средства за довършване на болницата. Във вестник „Истина“ e публикуван негов призив, в който се посочва разрешението за събиране на средства от пловдивския окръжен управител.
Болницата е разрушена от земетресението през 1928 г. Със средства, отпуснати от Дирекцията за подпомагане на пострадалите лица и населените места от земетресението през 1928 година (ДИПОЗЕ), е построена нова сграда с 40 стаи и през 1932 г. е възстановена дейността на болницата. Поради големия за времето си капацитет част от болницата е използвана за приют за недъгави деца (1935 – 1945).
През 1947 г. е открит зъболекарски кабинет и родилно отделение. Заедно с другите католически болници – Клементинската болница в София и „Свети Йосиф“ в Пловдив – болницата „Петър Парчевич“ е национализирана. Това става със специален закон, който забранява на вероизповеданията да притежават болници и сиропиталища.
През 1957 г. е направена надстройка и през следващата година болницата е реорганизирана с ранг на Районна болница с 3 отделения – вътрешно, детско и хирургическо. От 1960 до 1963 г. д-р Франц Митов e главен лекар на болницата. Той работи и в хирургическото отделение. През 1966 г. започва строеж на поликлиника.
През 1999 г. болницата е разделена на Общинска болница и Амбулаторно-поликлинично здравно заведение (медицински център „Свети Елисавета“). На 18 юли 2000 г. болницата е регистрирана като ЕООД с общинско имущество. През 2001 г. сградата е основно ремонтирана.
През ноември 2018 г. е открито ново крило на болницата, което включва детското отделение от 4 болнични стаи и стая за игра, 4 приемни лекарски кабинети и административен блок. Изграждането на крилото започва с дарения, събрани от продажбата на българското издание на автобиографичната книга на германския политик Ханс-Герт Пьотеринг, За наше щастие обединени. Моят европейски път (издателство „Нест Прес“, София 2015, ISBN 978-619-90172-4-1). За завършване на разширението българското правителство отпуска 150 хил. лв., а общината в града и търговското дружество на МБАЛ Раковски - по 200 хил. лв.
През 2022 г. в болницата работят 13 лекари и 26 медицински сестри в три отделения - неврологично, вътрешно и детското с общ капацитет от 65 легла. По това време през болницата минават около 3 хил. пациенти годишно.
В района на болницата се намира католическият параклис „Дева Мария – Здраве на болните“.

### Наименования
- Болница „Петър Парчевич“ (1925 – 1945)
- Районна болница – с. Ген. Николаево, Пловдивско (1945 – 1952)
- Участъкова служба – с. Ген. Николаево, Пловдивско (1952 – 1958)
- Районна болница – с. Ген. Николаево, Пловдивско (1959 – 1963)
- Обединена болница – с. Ген. Николаево, Пловдивско (1963 – 1966)
- Районна болница - Раковски (1966 - 1999)
- Многопрофилната болница за активно лечение - Раковски (от 2000)

## Известни лекари
- проф. д-р Марко Николов Даскалов (1931-2012)
- проф. д-р Франц Стефанов Митов (1933-2015)
- д-р Йосиф Радов Изамски (1956-2020)

## Главни лекари
- д-р Попов (1942-1945)
- д-р Милко Петров (1946-1952)
- д-р Крилов (1952-1954)
- д-р Атанас Балджийски (1954-1958)
- д-р Димитър Апостолов (2958-1960)
- д-р Франц Митов (1960-1961)
- д-р Крилов (1961-1963)
- д-р Франц Митов (1963)
- д-р Любенов (1963)
- д-р Петър Романов (1963-1964)
- д-р Евтимов (1964-1979)
- д-р Филотев (1979-1989)
- д-р Йосиф Изамски (1989-1990)
- д-р Кирил Карагеоргиев (1992-1995)
- д-р Йосиф Сарийски (1995-1998)
- д-р Иван Томбашки (1999-)

## Структура
Болницата има следните отделения:
- Детско отделение
- Вътрешно отделение
- Неврологично отделение